# Macy Gray
Macy Gray, znana również jako Natalie Hinds lub Nemesis Jaxson (ur. 6 września 1967 w Canton w stanie Ohio w USA jako Natalie Renee McIntyre) – amerykańska piosenkarka soul i R&B, producentka muzyczna i aktorka. Jako piosenkarka Macy Gray znana jest ze swojego charakterystycznego, chrapliwego głosu.
Dotychczas Gray wydała pięć albumów studyjnych, jedną kompilację i jeden album koncertowy. Otrzymała pięć nominacji do Nagrody Grammy, nagrodę zdobyła jednak tylko raz. Wystąpiła również w wielu filmach, m.in. Dniu próby i Spider-Manie. Największym hitem Gray jest utwór I Try z albumu On How Life Is.

## Początki

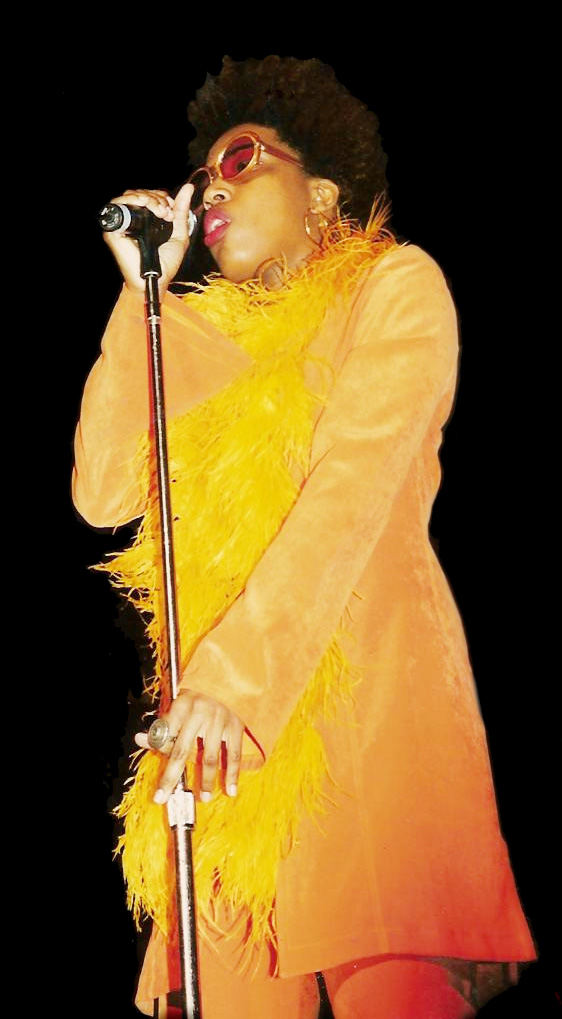
Gray w 1995

Macy Gray urodziła się w Canton w stanie Ohio w USA jako córka nauczycielki matematyki – Laury McIntyre i Otisa Jonesa. Decyzję o wyborze kariery muzycznej podjęła po relegowaniu jej z Western Reserve Academy w Hudson w stanie Ohio, do której uczęszczała od 14. roku życia. Podczas nauki na University of Southern California Gray zgodziła się napisać kilka piosenek dla swojego przyjaciela i gdy na sesji nagraniowej, na której miały zostać nagrane napisane przez Gray piosenki, wokalista nie pojawił się, Gray sama zaśpiewała swoje teksty. Następnie podczas pracy jako kasjerka Gray spotkała producenta muzycznego i pisarza – Joe Solo, z którym nagrała swoją pierwszą kasetę demo. Nagranie zwróciło powszechną uwagę i pozwoliło Gray śpiewać w kafejce jazzowej w Los Angeles. Charakterystyczny głos Gray stawał się coraz bardziej znany, co w końcu zaowocowało kontraktem z Atlantic Records w 1994 roku. Po podpisaniu kontraktu Natalia McIntyre przybrała pseudonim artystyczny Macy Gray. Piosenkarka wysłała kasetę demo również do innych wytwórni, owocem tego było podpisanie kontraktu z Epic Records w 1998 roku. Jednocześnie Gray współpracowała z The Black Eyed Peas przy ich debiutanckim albumie Behind the Front.

## Kariera muzyczna

### On How Life Is(1999)
Przez cały 1998 rok Gray pracowała nad swoim debiutanckim albumem – On How Life Is. Został on wydany latem 1999 roku i szybko zdobył międzynarodową popularność. Największym hitem okazał się drugi singiel z albumu, nagranie I Try które stało się jednym z najpopularniejszych utworów 1999 roku. Kolejne single – Still i Why Didn’t You Call Me – tylko potwierdziły wartość albumu i zapewniły mu potrójną platynę w Stanach Zjednoczonych i poczwórną w Wielkiej Brytanii.
W 2001 roku, na 43. ceremonii rozdania nagród Grammy, Gray zdobyła nagrodę w kategorii Best Female Pop Vocal Performance dla utworu I Try, który był również nominowany w kategoriach: Song of the Year i Record of the Year. Następnie Gray współpracowała z takimi artystami jak Fatboy Slim, The Black Eyed Peas czy Slick Rick, jak również wystąpiła w filmie Dzień próby. W sierpniu 2001 roku Gray została wygwizdana podczas corocznego meczu Pro Football Hall of Fame, kiedy zapomniała słów amerykańskiego hymnu narodowego.

### The IdiThe Trouble With Being Myself(2001–2005)
Drugi album studyjny Gray – The Id – został wydany 18 września 2001 roku i nie odniósł wielkiego komercyjnego sukcesu. W albumie pojawili się John Frusciante i Erykah Badu (na singlu Sweet Baby, przy którym współpracował Joe Solo). Album wspiął się na 11. miejsce zestawienia Billboard 200 oraz 1. notowania UK Albums Charts, przy certyfikacji złotem przez British Phonographic Industry.
W 2002 roku Gray pojawiła się w filmie Spider-Man oraz współpracowała z Carlosem Santaną przy jego albumie Shaman. Wystąpiła też w duecie z Zucchero w piosence Like The Sun (From Out of Nowhere). Piosenka Gray Time of My Live pojawiła się w soundtracku do filmu 8. Mila.
28 kwietnia 2003 roku Gray wydała swój trzeci album studyjny – The Trouble with Being Myself. Nagranie zostało ciepło przyjęte przez krytyków muzycznych, a główny singel – When I See You – zyskał dość dużą popularność w Stanach Zjednoczonych. Cały album nie osiągnął jednak, zresztą tak jak poprzedni, sukcesu komercyjnego. Nagranie osiągnęło 44. miejsce w notowaniu Billboard 200, 17. w zestawieniu UK Albums Chart i 22. w polskim OLiS-ie.
W 2002 roku Gray współpracowała przy soundtracku do musicalu Chicago, gdzie u boku Queen Latifah i Lil’ Kim wystąpiła w utworze Cell Block Tango (He Had It Comin’).
W 2004 roku została wydana kompilacja The Very Best of Macy Gray, zawierająca największe przeboje artystki, a w 2005 roku album koncertowy Live in Las Vegas.

### Big(2007) – powrót do muzyki

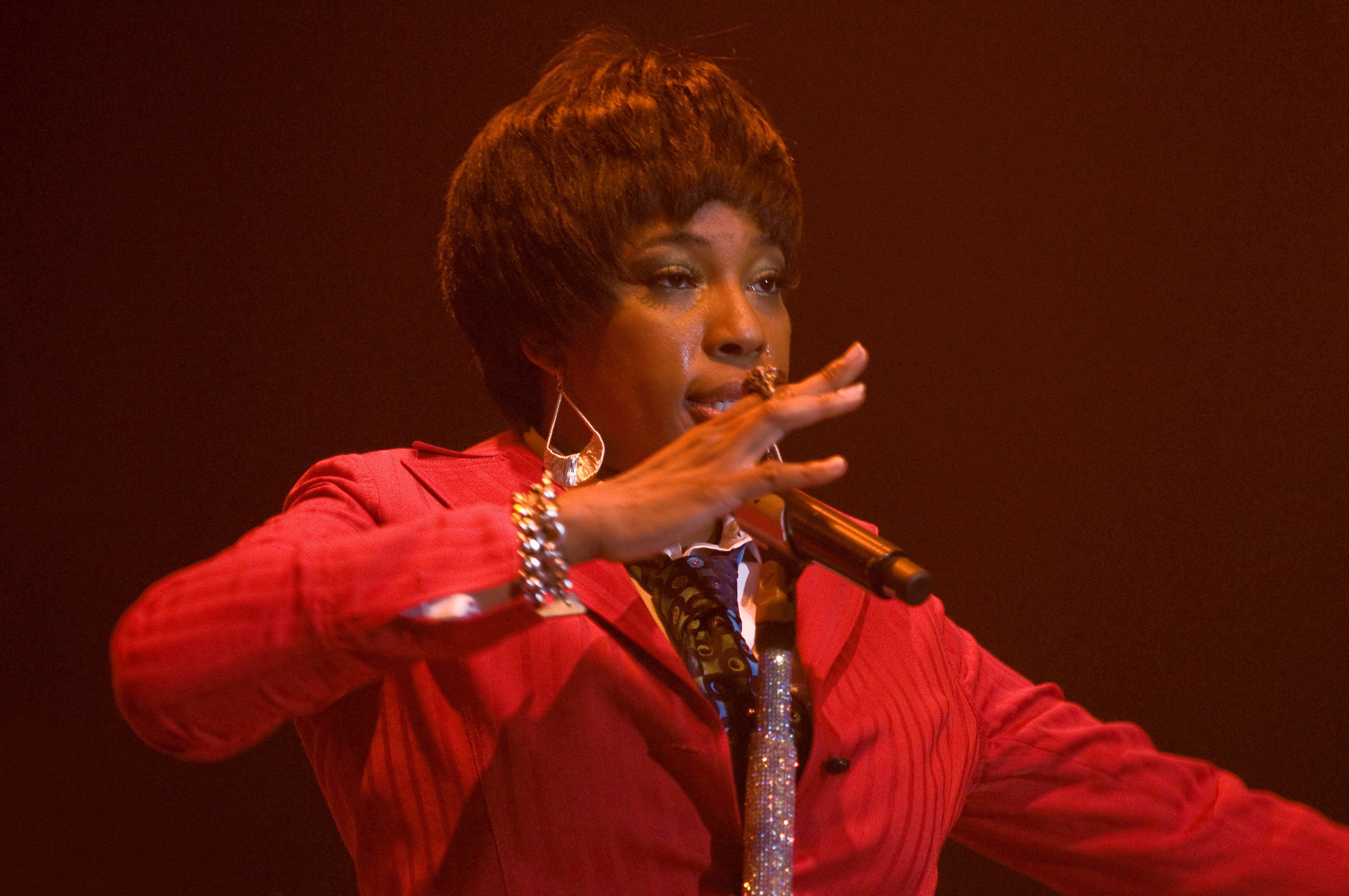
Macy Gray podczas występu w 2008 roku

W styczniu 2007 Gray wzięła udział w Barbados Jazz Festival, gdzie podczas swojego występu używała wulgarnych słów. Doprowadziło to do natychmiastowego zakończenia jej występu i wezwania policji. Aby uniknąć aresztu, Gray jeszcze tego samego wieczoru przeprosiła za swoje zachowanie.
27 marca 2007 Gray wydała swój czwarty album studyjny Big. Singlami z albumu były utwory Finally Made Me Happy i Shoo Be Doo, a piosenka What I Gotta Do została użyta w soundtracku do filmu Shrek Trzeci. Album Big uważany jest za powrót artystki do muzyki po czterech latach przerwy. Przy albumie współpracowali: Natalie Cole, Fergie, Justin Timberlake, will.i.am.
W notowaniach album radził sobie umiarkowanie dobrze. Osiągnął 39. miejsce w amerykańskim notowaniu Billboard 200 i 14. w notowaniu Billboard R&B Albums. W Wielkiej Brytanii album osiągnął 62. miejsce w notowaniu UK Albums Top 75, a w Polsce 24. na OLiSie.

### The Sellout(2010)
Piąty album studyjny Gray – The Sellout – miał swoją premierę w Stanach Zjednoczonych 22 czerwca 2010 roku. Singlami promującymi płytę są utwory Beauty In The World, Kissed It, Lately i The Sellout.
Album otrzymał umiarkowane recenzje:
- AllMusic [24]
- The Independent [25]
- Rolling Stone [26]

## Życie prywatne
Gray w 1996 roku wyszła za mąż za Tracy’ego Hindsa, ich związek trwał do 1998 roku. Mają trójkę dzieci: Aanisah (ur. 1994), Tahmel (ur. 1994) i Cassiusa (ur. 1997). W 2005 roku Gray otworzyła własną szkołę muzyczną pod nazwą The Macy Gray Music Academy.

## Dyskografia
Albumy studyjne
| On How Life Is                | - Data: 1 lipca 1999 - Wydawca: Epic Records               | 4  | 2 | 3   | 19 | 3  | 6  | 24  | 2 | 16 | 5  | 29 | - USA: 3x platynowa płyta - CAN: 3x platynowa płyta - UK: 3x platynowa płyta |
| The ID                        | - Data: 17 września 2001 - Wydawca: Epic Records           | 11 | 6 | 1   | 10 | 7  | 4  | 25  | 8 | 8  | 14 | 4  | - CAN: platynowa płyta - USA: złota płyta - UK: złota płyta                  |
| The Trouble with Being Myself | - Data: 28 kwietnia 2003 - Wydawca: Epic Records           | 44 | – | 17  | 46 | 27 | 10 | 62  | – | 19 | –  | 20 | - UK: srebrna płyta                                                          |
| Big                           | - Data: 21 marca 2007 - Wydawca: will.i.am, Geffen         | 39 | – | 62  | –  | –  | 38 | 149 | – | 28 | –  | 33 |                                                                              |
| The Sellout                   | - Data: 21 czerwca 2010 - Wydawca: Concord Records         | –  | – | 128 | –  | 70 | 28 | 62  | – | –  | –  | –  |                                                                              |
| Talking Book                  | - Data: 30 października 2012 - Wydawca: Kobalt Music Group | –  | – | –   | –  | –  | –  | –   | – | –  | –  | –  |                                                                              |
| The Way                       | - Data: 7 października 2014 - Wydawca: Kobalt Music Group  | –  | – | –   | –  | –  | –  | –   | – | –  | –  | –  |                                                                              |
| „–” album nie był notowany.   |                                                            |    |   |     |    |    |    |     |   |    |    |    |                                                                              |

Cover albumy
| Tytuł   | Dane dot. albumu                             | Pozycja na liście | Pozycja na liście |
| Tytuł   | Dane dot. albumu                             | FIN               | ITA               |
| ------- | -------------------------------------------- | ----------------- | ----------------- |
| Covered | - Data: 26 marca 2012 - Wydawca: 429 Records | 44                | 92                |

Kompilacje
| Tytuł                      | Dane dot. albumu                                 | Pozycja na liście | Pozycja na liście | Pozycja na liście |
| Tytuł                      | Dane dot. albumu                                 | UK                | CHE               | ITA               |
| -------------------------- | ------------------------------------------------ | ----------------- | ----------------- | ----------------- |
| The Very Best of Macy Gray | - Data: 30 sierpnia 2004 - Wydawca: Epic Records | 36                | 84                | 58                |

Albumy koncertowe
| Tytuł             | Dane dot. albumu                                   |
| ----------------- | -------------------------------------------------- |
| Live in Las Vegas | - Data: 30 sierpnia 2005 - Wydawca: NuTech Digital |

## Filmografia

### Filmy
| Rok  | Tytuł                                                                  | Rola                |
| ---- | ---------------------------------------------------------------------- | ------------------- |
| 2001 | Dzień próby                                                            | Żona Sandmana       |
| 2002 | Spider-Man                                                             | Grała samą siebie   |
| 2003 | Straszny film 3                                                        | Grała samą siebie   |
| 2003 | Gang of Roses                                                          | Zabójczyni          |
| 2004 | Lackawanna Blues                                                       | Pauline             |
| 2004 | W 80 dni dookoła świata                                                | Senna Francuzka     |
| 2004 | Lightning in a Bottle                                                  | Grała samą siebie   |
| 2005 | Kruk IV                                                                | Strażniczka El Nino |
| 2005 | Zawód zabójca                                                          | Neisha              |
| 2005 | Domino                                                                 | Lashandra Davis     |
| 2006 | Idlewild                                                               | Taffy               |
| 2011 | For Colored Girls Who Have Considered Suicide When the Rainbow Is Enuf |                     |

### Seriale
| Rok  | Tytuł                      | Rola                   |
| ---- | -------------------------- | ---------------------- |
| 2000 | Ally McBeal                | Grała samą siebie      |
| 2002 | MDs                        | Jess                   |
| 2004 | American Dreams            | Carla Thomas           |
| 2004 | Świat Raven                | Rhonda                 |
| 2004 | Blue's Clues               | Grała samą siebie      |
| 2005 | Kaczor Dodgers             | Diva (głos)            |
| 2005 | Amerykański smok Jake Long | Babcia Trixiego (głos) |
| 2005 | Amerykański smok Jake Long | Pani Jenkinks          |
| 2005 | Poszukiwani                | Cleo                   |
| 2009 | Dancing with the Stars     | Grała samą siebie      |

## Nagrody
- Nagrody Grammy
  - Nominacje:
    - Best New Artist in 2000 (Najlepszy Nowy Artysta w 2000) dla Macy Gray
    - Best Female R&B Vocal Performance in 2000 (Najlepsze żeńskie wykonanie R&B w 2000) dla piosenki Do Something
    - Song of the Year 2001 (Piosenka roku 2001) dla piosenki I Try
    - Record of the Year 2001 (Nagranie roku 2001) dla piosenki I Try

  - Wygrane:
    - Best Female Pop Vocal Performance in 2001 (Najlepsze żeńskie wykonanie pop w 2001) dla piosenki I Try

- Brit Awards
  - Wygrane:
    - 2000, International Breakthrough Act
    - 2000, International Female

- MTV Video Music Awards
  - Nominacje:
    - 2000, Best Female Video dla I Try
    - 2000, Best Art Direction dla I Try
    - 2001, Breakthrough Video dla Geto Heaven Remix T.S.O.I. (The Sound of Illadelph)
    - 2001, Best Hip-Hop Video dla Request Line

  - Wygrane:
    - 2000, Best New Artist dla Macy Gray
    - 2000, Best Cinematography dla Do Something